# Cameltoe

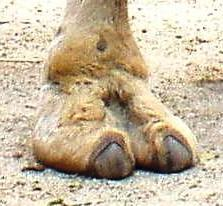
La zampa di un cammello

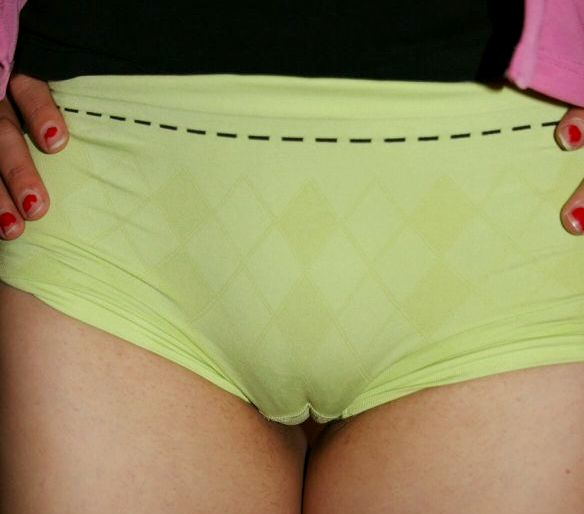
Un cameltoe

Cameltoe o camel toe (zoccolo di cammello) è un termine slang angloamericano che identifica l'impronta della vulva umana attraverso gli indumenti. La parola deriva dalla contrazione delle parole camel's toe, cioè l'alluce del cammello, la cui forma di due mezze lune affiancate richiama la vulva.
Il cameltoe tende a verificarsi con l'uso di indumenti aderenti anche se l'anatomia gioca un ruolo fondamentale. Infatti se i peli sono troppo lunghi, l'"effetto Cameltoe" non si verifica; così pure una vulva composta da grandi labbra di dimensioni ridotte può impedirlo anche con indumenti molto aderenti e peli corti.